# Arctia apicoliconfluens
Arctia apicoliconfluens är en fjärilsart som beskrevs av Statt. 1934. Arctia apicoliconfluens ingår i släktet Arctia och familjen björnspinnare. Inga underarter finns listade i Catalogue of Life.